# غریبه‌ها با آبنبات (فیلم)
غریبه‌ها با آبنبات (به انگلیسی: Strangers with Candy) فیلمی محصول سال ۲۰۰۵ و به کارگردانی پل داینلو است. در این فیلم بازیگرانی همچون ایمی سداریس، استیون کلبر، پل داینلو، دن هدایا، جوزف کراس، دبورا راش، ماریا ثیر، کارلو آلبان، الیسون جنی، متیو برودریک، سارا جسیکا پارکر، فیلیپ سیمور هافمن، جاستین ثرو، کریس پرت، کریستن جانستون، دیوید پاسکیسی، ایان هولم، دیوید راکوف، الیزابت آرنوا، آلکسیس دزینا، تام گوایری، جونا بوبو، رایان داناوهو و کریستوفر لارکین ایفای نقش کرده‌اند.